# Ulvshale
Ulvshale er en halvø og en bebyggelse med samme navn nord for Stege på Møn. Vest for halvøen ligger øen Nyord, adskilt af Ulvshale Løb. Mod sydøst er halvøen afgrænset af Hegnede Bakke. Halvøen er dannet af materiale fra Møns Klint, der er ført dertil af havstrømmene. Landskabet er derfor præget af rækker af lave, parallelle strandvolde af hovedsagelig flintesten. Op igennem 1900-tallet blev der udvundet kugleflint, der blev udskibet og anvendt i bl.a. cement- og porcelænsproduktion.
Centralt på halvøen ligger Ulvshale Skov, der har været fredet siden 1929 og får lov til at udvikle sig som landets oprindelige urskove, med mange døde og væltede træer. Den oprindelige egeskov blev stort set fældet i slutningen af 1700-tallet og starten af 1800-tallet, og området blev benyttet til græsning. Fra 1840-1860 blev området genbeplantet, hovedsagelig med eg som i den oprindelige skov. Da skovbunden består af strandvolde, er jorden mager, sandet og stenet. Det betyder at træerne vokser langsomt, og mange steder vokser de skævt i den stenede jord. Der er mange blåbærbuske i skovbunden.
Nord for Ulvshaleskoven ligger vidstrakte strandenge, der benyttes som græsning. Sammen med Nyord Enge og Horsnæs udgør disse enge en af landets vigtigste fuglelokaliteter, med mange ynglende strandfugle om sommeren og mange trækfugle forår og efterår.
Midt på Ulvshale ligger Ulvshalegård, opført i begyndelsen af 1870'erne af den radikale politiker Carsten Christensen. Den ejes i dag af Skov- og Naturstyrelsen og benyttes som naturcenter.
Rigsdagsmanden og stifteren af Rødkilde Højskole, Frede Bojsen købte i 1879 Vedele enge samt en del af skoven og lod Vedele sø dræne. I 1890 købte han Ulvshalegård.

## Ulvshale Strand
Ved Ulvshale Strand på østsiden er et sommerhusområde og en campingplads. Syd for Ulvshaleskoven ligger endnu et sommerhusområde med naturgrunde beplantet med især fyr. Den tyske digter Günter Grass tog ophold i Naturstyrelsens Vogterhus, beliggende mellem Ulvshaleskoven og strandengene, næsten hver sommer siden 1976 og frem til sin død i 2015. Det var her, dele af romanen Flynderen (Der Butt) blev skrevet.